# Hedvig av Herford
Den heliga Hedvig, Hadwiga eller Haduwy, född omkring 811, död 887, var en av de första abbedissorna i klostret Herford i Westfalen, från före år 858 till sin död i 887, ledde hon hertigdömet Sachsens äldsta nunnekloster.

## Biografi
Medeltiden var rik på kvinnliga klosterledare med världslig och kyrklig makt. Hedvig var en av dessa. Herford-klostret var ett mäktigt rikskloster som inte var underlagd den lokala biskopen, men direkt under påven i Rom. 
Om Hedvigs liv är inte särskilt mycket känt. Hon var adelsdam, dotter till greve Asig och barnbarn till den heliga Ida av Herzfeld och hertig Ekbert I av Sachsen på sin mors sida. Hennes familj hade även anknytning till Ansgars kloster Corvey. Hedvig gifte sig med Amelung II och fick två söner, Amelung III och Bennida II. När hon blev änka tidigt och förlorade båda barnen, gav hon bort stora delar av sin egendom till Corvey klostret.

### Abbedissa
I början av 850-talet gick Hedvig i kloster. När hennes faster, abbedissa Addila i Herford, dog under mitten av 850-talet, tog Hedvig över som klostrets ledare.
Den hl. Pusinna var Herfords skyddshelgon. En viktig händelse i Hedvigs liv och Herfords historia var när hon år 860 lyckades få hl. Pusinnas reliker överförda till Herford.
Den hl. Hedvig egna reliker befann sig fram till reformationen i Herford.